# Georg-Werner Fraatz
Georg-Werner Fraatz (Hamelín, 30 de març de 1917 – al mar, 15 de febrer de 1943) va ser un comandant de submarí alemany durant la Segona Guerra Mundial.

## Biografia
Va néixer a Hamelín, a la Baixa Saxònia el 30 de març de 1917. El 5 d'abril de 1935 s'uní a la Kriegsmarine., realitzant la formació bàsica i navegant a bord del veler Gorch Fock i del creuer Emdem (setembre de 1935-juny de 1936), rebent a continuació el despatx com a alferes. A continuació seguí diversos cursos d'especialització i serví com a oficial d'artilleria al Brummer (3 d'octubre de 1937 - 3 d'abril de 1939)
Entre abril i agost de 1939 realitzà diverses formacions a l'Acadèmia de Submarins de Neustadt i a Flensburg-Mürwik, servint com a segon oficial al submarí U-3 entre agost i octubre de 1939, a les ordres de Joachim Schepke. Realitzà 3 patrulles durant les quals enfonsaren 2 vaixells.
Entre octubre de 1939 i febrer de 1940 serví com a oficial a l'escola de submarins de Neustadt. Al febrer fou destinat a l'U-101, per a que es familiaritzés amb el submarí tipus VIIB, i a on serviria com a primer oficial entre març de 1940 i gener de 1941. Amb l'U-101 realitzà 5 patrulles, durant les quals van enfonsar 18 vaixells i en van danyar 2 més. Aquells 138 dies al mar li van donar l'experiència per a poder capitanejar el seu propi submarí.
L'abril de 1941 Fraatz va rebre el comandament de l'U-652. Amb aquesta nau realitzaria 8 patrulles, durant les quals enfonsaria 5 vaixells i en danyaria 3 més.
Durant la seva tercera patrulla, l'U-652 va ser destinat a la 29a Flotilla d'U-boat a la Mediterrània. Abandonant Lorient l'1 de novembre de 1941, el 28 de novembre travessà el molt vigilat estret de Gibraltar i d'allà fins a Messina, on arribà el 12 de desembre.
El 2 de juny de 1942 l'U-652 va rebre l'impacte de càrregues de profunditat llançades per un Swordfish britànic, havent de ser enfonsat per l'U-81. No van haver baixes entre la tripulació.
Entre juny i setembre de 1942, Fraatz serví com a oficial a la 1a Flotilla, sent enviat posteriorment a que es familiaritzés amb el major tipus IXC. El 30 de setembre de 1942 prengué el comandament del nou U-529.
Després de navegar pel Bàltic, l'U-529 salpà de Kiel el 30 de gener de 1943 per realitzar la seva primera patrulla, però va ser perdut 17 dies després amb tota la tripulació a bord a l'Atlàntic Nord, al sud-est del cap Farewell, Groenlàndia, a la posició 55° 45′ N, 31° 09′ O / 55.750°N,31.150°O.
El 2009, el Dr. Axel Niestlé afirmà que l'U-529 havia estat enfonsat el 15 de febrer de 1943 per les càrregues de profunditat d'un Liberator britànic (esquadró 120). L'avió fotografià el submarí, però durant molt de temps es cregué que es tractava d'un submarí tipus VIIC.

## Historial d'atacs
| Submarí | Data                   | Nom                 | Nationalitat     | Tonatge (GRT) | Destí    |
| ------- | ---------------------- | ------------------- | ---------------- | ------------- | -------- |
| U-652   | 6 d'agost de 1941      | PS-70               | Marina Soviètica | 558           | Enfonsat |
| U-652   | 26 d'agost de 1941     | HMS Southern Prince | Royal Navy       | 10,917        | Danyat   |
| U-652   | 10 de setembre de 1941 | Tahchee             | Regne Unit       | 6,508         | Danyat   |
| U-652   | 10 de setembre de 1941 | Baron Pentland      | Regne Unit       | 3,410         | Danyat   |
| U-652   | 9 de desembre de 1941  | Saint Denis         | França de Vichy  | 1,595         | Enfonsat |
| U-652   | 19 de desembre de 1941 | Varlaam Avanesov    | Unió Soviètica   | 6,557         | Enfonsat |
| U-652   | 20 de març de 1942     | HMS Heythrop        | Royal Navy       | 1,050         | Enfonsat |
| U-652   | 26 de març de 1942     | HMS Jaguar          | Royal Navy       | 1,690         | Enfonsat |
| U-652   | 26 de març de 1942     | Slavol              | Regne Unit       | 2,623         | Enfonsat |

## Promocions
Seekadett - 25 de setembre de 1935
 Fähnrich zur See - 1 de juliol de 1936
 Oberfähnrich zur See – 1 de gener de 1938
 Leutnant zur See – 1 d'abril de 1938
 Oberleutnant zur See – 1 d'octubre de 1939
 Kapitänleutnant – 1 de setembre de 1942
 Korvettenkapitän – 1 de març de 1943 (a títol pòstum)

## Condecoracions
Creu Alemanya en Or - 24 de julilol de 1944 (a títol pòstum)
 Creu de Ferro de 1a classe – 25 'octubre de 1940
 Creu de Ferro de 2a classe – 26 de juny de 1940
 Insígnia de Guerra dels Submarins - 26 de juny de 1940
 Medalla dels 4 anys a la Kriegsmarine - abril de 1939
 Medalla de bronze al valor militar – 17 d'agost de 1942 (Itàlia)